# Podium tau
Podium tau là một loài côn trùng cánh màng trong họ Sphecidae, thuộc chi Podium. Loài này được Dalla Torre miêu tả khoa học đầu tiên năm 1897.